# Palapye
Palapye est une ville du Botswana, située dans le District central, entre Gaborone (à 170 km), la capitale, et Francistown (à 240 km). Au fil des ans, sa position en a fait une escale pratique sur l'un des principaux itinéraires ferroviaires et routiers nord-sud de l'Afrique australe.
C'est là que se trouve la mine de charbon de Morupule, qui alimente la centrale électrique de Moropule (en), principale source d'électricité du Botswana. La centrale a entrepris un projet d'expansion pour augmenter sa capacité de production afin de répondre à la demande croissante en électricité du pays. La construction a débuté en 2010. Elle produit 132 MW d'électricité et celle de Morupule B 600 MW.
En 1997, Palapye était considéré comme le village à la croissance la plus rapide d'Afrique et devait voir sa population passer de 30 000 à 180 000 habitants. Lors du recensement de 2022, Palapye comptait 52 398 habitants.
Les vestiges de Phalatswe (également appelée « Old Palapye »), l'ancienne capitale des Bamangwatos, se trouvent à une vingtaine de kilomètres de l'actuelle Palapye.

## Histoire
Les Bamangwatos, sous le règne du Kgosi (en) Khama III, sont généralement considérés comme le premier peuple à s'être installé près de l'actuelle Palapye. Leur capitale était la colonie de Phalatswe, également appelée Old Palapye, et était située à l'extrémité ouest des collines de Tswapong (en). Palapye s'écrivait à l'origine Phalatswe, ce qui signifie « le lieu des impalas ».
Elle a existé jusqu'en 1902 et les ruines de son église, construite en 1892, sont encore visibles à quelques kilomètres du centre-ville de Palapye. Le chef Khama a contribué à sa construction à hauteur de 3 000 livres sterling et s'est intéressé de près aux affaires de l'église. Les maisons des Bamangwatos étaient initialement regroupées autour de l'église, mais trouvant son voisinage trop rocheux, elles ont déménagé à 1,5 km de Gaborone et s'en sont éloignées.
Le nom Palapye, anciennement rendu par Palachwe, fait référence à l'antilope impala.

## Géographie
Palapye est situé à près de 70 km au nord du tropique du Capricorne, près du Lotsane (en), à l'extrémité centre-est du Botswana.
| Kgotla         | Population |
| -------------- | ---------- |
| Serorome       | 10 000     |
| Boikago        | 5 000      |
| Madiba         | 6 000      |
| Lotsane        | 8 000      |
| Thomaditshotse | 11 000     |
| Khurumela      | 13 000     |
| Boseja         | 3 000      |
| Morupule       | 2 000      |
| Mmaphula       | 15 000     |
| Rebaeng        | 2 500      |
| Kgaswe         | 900        |

### Climat
Les mois estivaux s'étendent de la mi-septembre à la mi-avril. Les étés sont très chauds à Palapye, avec des températures diurnes atteignant jusqu'à 40 °C. Les orages sont fréquents en été. Les précipitations atteignent généralement un minimum de 300 mm par an. Les hivers à Palapye sont doux et secs.

## Démographie
La population de Palapye serait proche de 80 000 habitants, mais il ne s'agit pas d'un chiffre officiel, et de nombreux milieux affirment que le nombre réel est beaucoup plus élevé ou plus bas. Selon les résultats préliminaires du recensement de la population et du logement de 2022, Palapye a enregistré un taux de croissance démographique de 3,3 % entre 2011 (37 256 habitants) et 2022 (52 398 habitants). Le christianisme est la principale religion pratiquée par les habitants de Palapye. Cependant, il y a une population importante de musulmans et hindous dans la ville.

## Infrastructure et développement
La Palapye Water Affairs fournit actuellement à la ville un approvisionnement en eau abondant. L'usine est située à quelques kilomètres de la ville. Depuis 2008, l'entreprise fournit de l'eau à Serowe grâce à un nouveau réseau de canalisations. En raison des coupures de courant dans tout le pays, résultant du refus de l'Afrique du Sud de fournir de l'électricité au Botswana, la construction de nombreux projets a été interrompue. Ils ont toutefois repris, le projet le plus important étant l'expansion de la centrale électrique de Moropule (en). Le projet d'expansion de Morupule, évalué à 1,5 milliard de pulas devrait produire 3,8 millions de tonnes de charbon.
Des plans pour un nouvel hôpital, similaire à l'hôpital de Serowe récemment construit, ont également été proposés. Un nouveau poste de police a été achevé en 2012. Il est situé le long de l'autoroute A1, dans l'ancienne zone industrielle.
Palapye, qui n'était qu'une simple escale, se développe rapidement pour devenir l'un des principaux centres financiers, résidentiels, industriels et éducatifs du Botswana. De nouveaux centres commerciaux et établissements d'enseignement continuent d'apparaître progressivement à Palapye. La taille de la ville a plus que doublé depuis les années 1990.
Palapye dispose également d'un studio d'enregistrement professionnel, appelé Ruff Riddims, construit au début de l'année 2009. Il s'agit du premier studio de ce type dans la ville.

## Sport
Le principal sport pratiqué à Palapye est le football, mais de nombreuses personnes jouent également au softball et au volley-ball. Les sports sont généralement pratiqués dans les cours d'école, qui disposent d'installations et de terrains adéquats. Palapye compte actuellement six équipes de football : Palapye All Stars, Morupule Wanderers (en), FC Palapye, Palapye United, Palapye Swallows et Motlakase Power Dynamos (en). Cependant, en raison de l'absence de stade dans la ville, les trois équipes qui jouaient habituellement dans les championnats de première et deuxième division jouent généralement leurs matchs ailleurs, bien qu'occasionnellement certains matchs soient joués à Palapye Swallows et à PU Grounds. Les matchs se disputent donc à Orapa, Francistown, Sowa Town, Maun ou Selebi-Phikwe.

## Éducation
La Lotsane Senior Secondary School est l'une des principales écoles publiques de Palapye. C'est l'un des rares internats de la région et il publie un bulletin d'information intitulé Lotsane. Les autres écoles publiques de Palapye sont Mabogo JSS, Palapye JSS et Mmaphula JSS. Les établissements privés les plus populaires de la ville sont la Kgaswe High School et le Royal Professional College (qui propose également des programmes d'enseignement supérieur). Il existe également un établissement d'enseignement professionnel qui existe depuis plus de quinze ans dans la ville : le Palapye Technical College (PATECO), anciennement Palapye Vocational Technical College (VTC).

### Université
Depuis l'an 2000, des rumeurs circulent sur la construction d'une université à Palapye. Après de nombreux retards et des recherches approfondies, un projet a finalement été accepté en 2004. BIUST (Botswana International University of Science and Technology) a commencé la construction de son campus en décembre 2009. La construction de la première phase de l'université devait coûter près de 450 millions de ulas. Elle a été achevée fin 2012 et les premiers étudiants se sont inscrits en août 2012. Ces premiers étudiants ont d'abord été scolarisés à Oodi, à l'Oodi College of Applied Arts and Technology, en attendant l'achèvement du campus du BIUST. L'université avait pour but d'alléger la pression pesant sur l'université du Botswana, située dans la capitale du pays, Gaborone. L'université du Botswana avait du mal à répondre à la demande d'un nombre croissant d'étudiants. Le campus de BIUST est situé sur un site de 2 500 hectares sur les collines de Tswapong, au sud-est de Palapye près du site du Palapye Water Affairs.
L'université du Botswana a également proposé d'agrandir sa faculté de médecine et de l'installer à Palapye.

## Transport

### Route
Palapye se trouve sur la route principale A1, qui relie les deux principales villes du Botswana, Gaborone et Francistown. Une route secondaire mène à Serowe, puis à Orapa et à Lethlakane. En 2008, des propositions ont été faites pour construire un nouveau chemin de fer Trans-Kalahari vers un port en Namibie.

### Chemin de fer
Le chemin de fer national, qui relie toutes les grandes villes du Botswana entre elles, passe également par Palapye. La voie ferrée qui traverse Palapye relie la ville à Gaborone et Francistown. Le charbon extrait dans d'autres régions du Botswana, comme Selebi-Phikwe, est acheminé par voie ferrée jusqu'à Palapye. Un projet de liaison ferroviaire avec Bulawayo au Zimbabwe a été évoqué, mais le gouvernement n'a pas encore pris en compte ce projet.

### Transport aérien
L'aéroport de Palapye (en) est un petit aérodrome situé juste à l'extérieur de la ville.
Un aéroport international, qui serait situé sur la route Palapye-Serowe, est également envisagé. Si le projet d'aéroport international de Palapye se concrétise, il s'agira du cinquième aéroport international du pays, après l'aéroport international Sir Seretse Khama de Gaborone, l'aéroport de Francistown, l'aéroport de Maun et l'aéroport de Kasane, ce qui permettra d'atténuer l'augmentation du trafic dans les aéroports actuels. Toutefois, ces projets ont été suspendus en raison des rénovations et de l'expansion en cours aux aéroports de Gaborone et Francistown.

## Attractions touristiques
Il existe plusieurs attractions touristiques bien connues à proximité de Palapye. Le sanctuaire de rhinocéros de Khama (en), à 15 km à l'extérieur de la ville voisine de Serowe, est probablement le plus connu et se trouve à environ 50 km de Palapye. On y trouve des rhinocéros noirs et blancs, deux espèces menacées.
Les collines de Tswapong (en) comptent également de nombreuses zones d'importance historique, ainsi que les gorges de Moremi. Cette zone est d'une grande beauté car elle dispose d'une source d'eau permanente.
À environ 20 km à l'est de Palapye, près du village de Malaka, se trouvent les vestiges de Phalatswe, également appelé Old Palapye, la capitale des Bamangwatos sous Khama III, de 1889 à 1902.